# Junín (partido)
Junín (Partido de Junín) is een partido in de Argentijnse provincie Buenos Aires. Het bestuurlijke gebied telt 88.664 inwoners. Tussen 1991 en 2001 steeg het inwoneraantal met 5,18%.

## Plaatsen in partido Junín
- Agustín Roca
- Agustina
- Balneario Laguna de Gómez
- Blandengues
- Fortín Tiburcio
- Junín
- La Agraria
- La Oriental
- Laplacette
- Las Parvas
- Morse
- Saforcada